# Onychogomphus assimilis
Onychogomphus assimilis é uma espécie de libelinha da família Gomphidae.
Pode ser encontrada nos seguintes países: Arménia, Georgia, Irão, Turquia e Turquemenistão.
Os seus habitats naturais são: rios.
Está ameaçada por perda de habitat.